# أوسترهوفن
استرهوفن (بالألمانية: Osterhofen) هي بلدة ألمانية تقع في ألمانيا في دغندورف.

## المدن التوأمة
مدن Stráž وBallybay هي مدن توأمة لـاسترهوفن.

## أعلام
- هنري الخامس، دوق بافاريا